# Thierry Marchand
Thierry Marchand é um cineasta francês. Como reconhecimento, foi nomeado ao Oscar 2009 na categoria de Melhor Curta-metragem de Animação por Oktapodi.